# Wim Koevermans
Wilhelmus Jacobus "Wim" Koevermans (Vlaardingen, 28 de junho de 1960) é um ex-futebolista e treinador de futebol holandês.
Em sua carreira de atleta, atuava como defensor. Começou a atuar profissionalmente em 1978, no FC Vlaardinger, time da sua cidade natal, onde jogaria até 1980.
Neste mesmo ano, assinou com o Fortuna Sittard, clube que defenderia em 255 partidas, marcando 37 gols entre 1980 e 1988.
Contratado pelo FC Groningen ainda em 1988, Koevermans participaria de 42 partidas, tendo marcado cinco gols. Em 1990, surpreendeu ao anunciar o precoce final de sua carreira, antes mesmo de completar trinta anos.

## Carreira de treinador
Depois de sua repentina aposentadoria, Koevermans permaneceu como assistente-técnico no Groninger até 1993. Desde este ano até 2001, comandou outros quatro times antes de ser nomeado treinador da Seleção de Juniores da Holanda.
Trabalharia ainda como Diretor de Performances Gerais na Seleção da Irlanda e treinador interino do time Sub-21. Em 2012, foi nomeado técnico interino da Índia.

## Seleção
Koevermans disputou um único jogo pela Seleção Neerlandesa em 1988, contra a Bulgária. Convocado para a Eurocopa do mesmo ano, viu do banco a conquista do título da competição, graças a um gol marcado por Marco van Basten, praticamente sem ângulo.
Antes de ter anunciado que penduraria as chuteiras, Koevermans, que após a Euro não seria mais convocado a partir de então, terminaria definitivamente esquecido por Leo Beenhakker para a Copa de 1990.